# Pintor del columpio
Como Pintor del columpio se conoce a quien pintó varias vasos griegas de cerámica de figuras negras en el siglo VI a. C., entre el 540-520 a. C. Empleó más colores que los habituales rojo y negro en ellos y según John Boardman, su estilo puede parecer descuidado. Destaca entre sus colegas por la cantidad de vasos que se le atribuyen, lo que podría deberse a su carácter fácilmente identificable, más que a su arte. No era un pintor muy bueno, y no pretendía ser particularmente cómico, aunque sus figuras plácidas, con cabezas grandes, narices diminutas y puños a menudo apretados pueden provocar una sonrisa. La temática de sus dibujos era sobre todo una amplia gama de temas mitológicos, induyendo a Heracles y Busiris, aunque también se cree que son suyos varios vasos con escenas de la vida cotidiana. Pintó escenas domésticas, como el columpio que le dio su nombre. Sabía usar los colores con cierta habilidad en los motivos de las vestimentas. En sus vasos posteriores contemporáneos del período de figuras rojas, pero sus composiciones ganan en complejidad, pero son generalmente prosaicas, y su estilo que nunca fue preciso se vuelve fácilmente descuidado. También se piensa que son suyas varias ánforas panatenaicas.

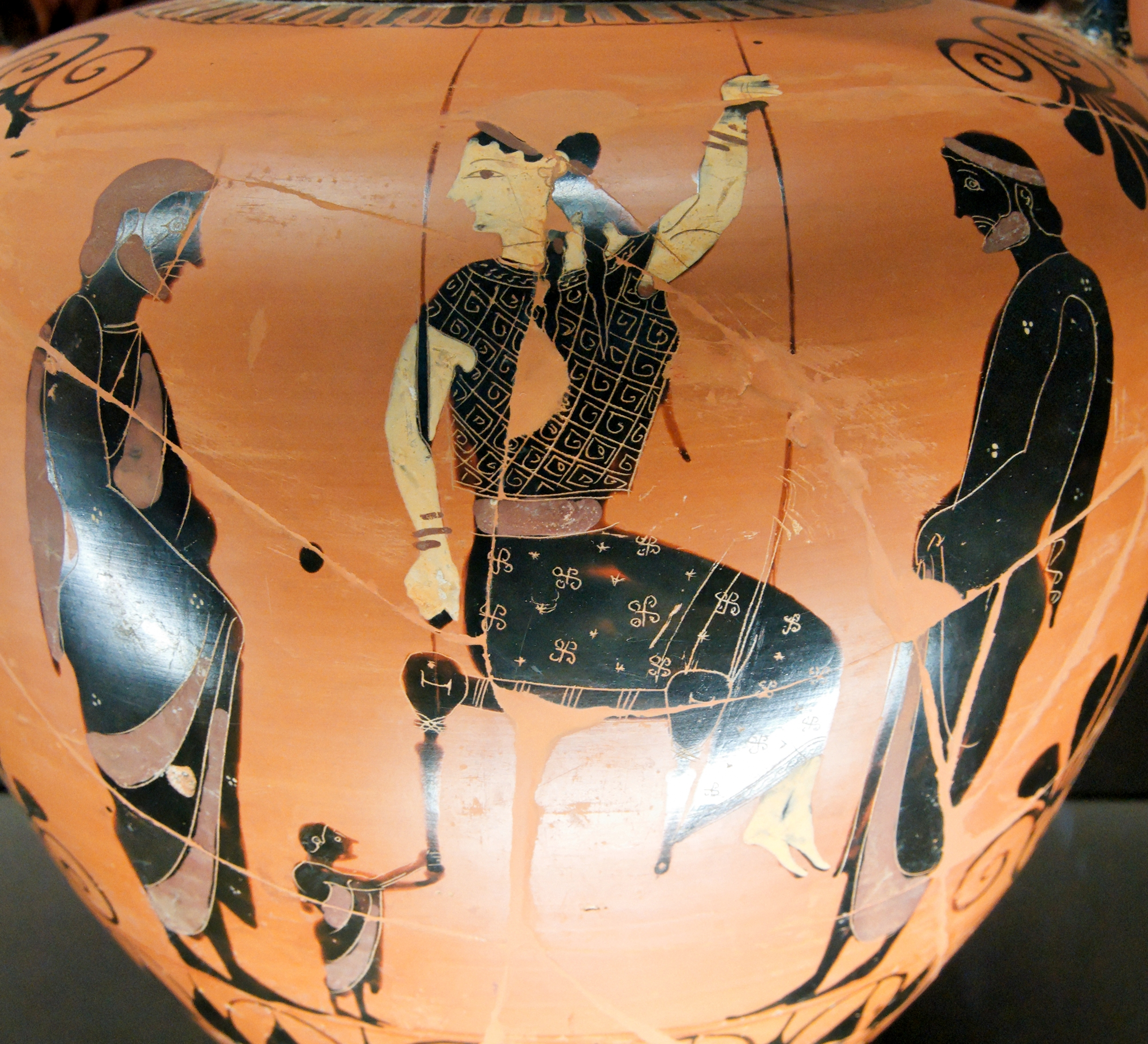
Vaso epónimo. Mujer sentada en un columpio. Cara B de un ánfora ática de figuras negras, c. 525 a. C. Procedencia: Vulci.

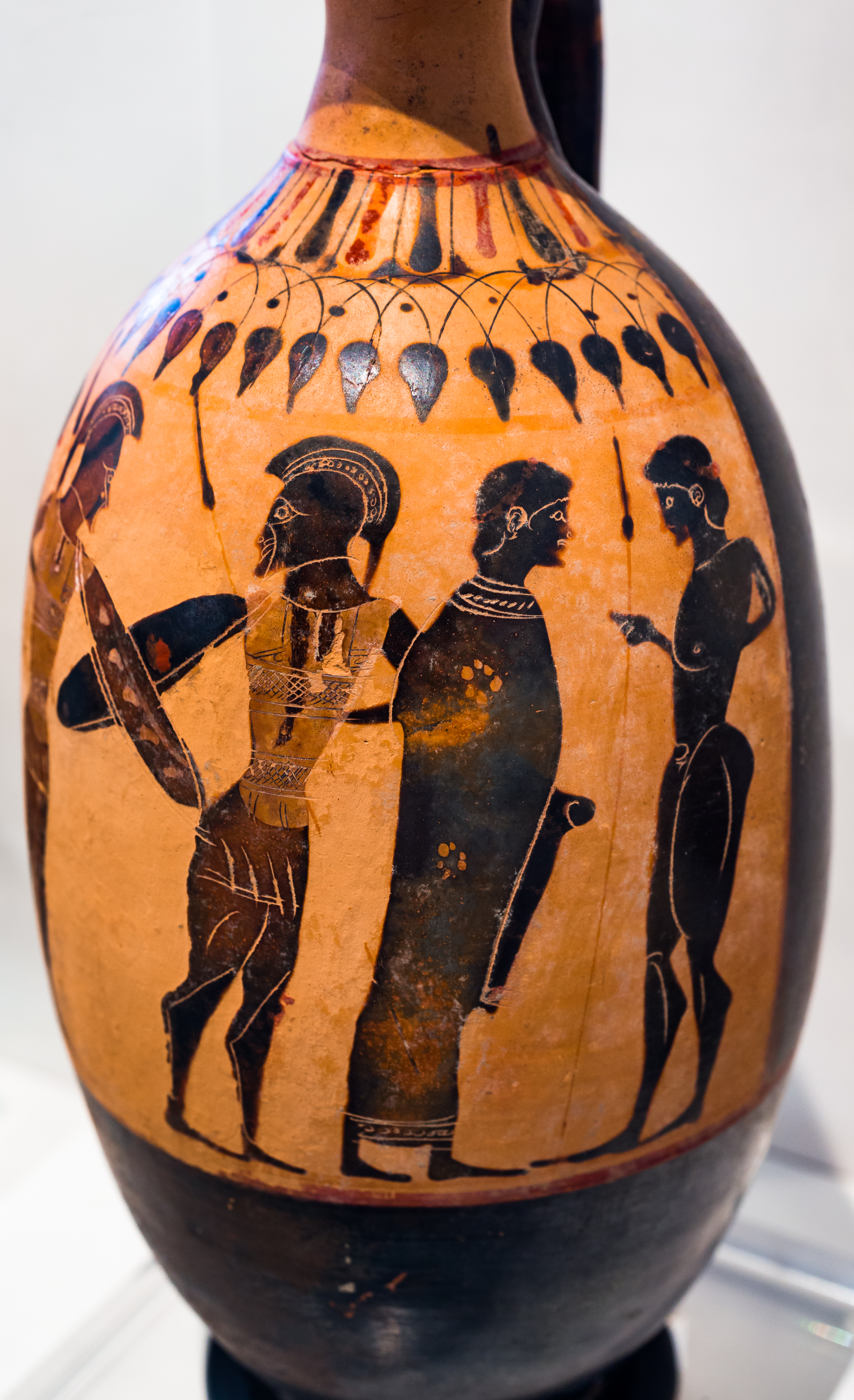
Dos hoplitas entre dos jóvenes vestidos con ropas y entre 2 jóvenes desnudos con lanzas. C. 550-525 a. C.